# Веращака
Веращака (верещака, бел. верашчака, веращака, мачанка) — традиционное белорусское, польское и литовское блюдо, известное с середины XVIII века. В настоящее время блюдо распространено по всей Белоруссии под названием мачанка.
Похоже на мачанку в белорусской и украинской кухне.

## История
По словам польского писателя и поэта, географа и этнографа  Винценти Поля, название блюда происходит от имени повара Верещаки, работавшего при дворе короля Августа III в Варшаве. Он был автор особого способа подачи колбасы: колбасу, которую нарезали на тарелку, переводили на кусочки сала и поливали острым соусом. Есть нужно было ложкой.
В классической польской кухне верещак, или колбаса по-старопольски, делается из белой колбасы, сваренной в пиве с водой, затем измельченной на кусочки. Тушенной в густом кисломолочном луковом соусе.
Вскоре верещак вышел за пределы королевского двора и претерпел ряд изменений в разных местах и социальных слоях Польши и ВКЛ. Например, в конце XVIII века в Несвиже посетителей бернардинского монастыря угощали «верещаком, с приготовленным соусом». По одному из вариантов верещака представляла собой густой суп с колбасой, солёной или копчёной гусиной грудинкой и ячневой кашей. Блюда схожих рецептов с местными отличиями известны повсюду. В Беларуси называют верещаком, чаще мачанкой: поджаренные кусочки сала, сосиски, свиные ребрышки со специями заправленные мукой и тушенные в духовке. В Литве и на северо-западе Беларуси тушат подливку на свекольном квасе. Едят как соус для блинов. В Украине верещака — свинина тушёная в свекольном квасе.
Народная этимология получила свое название от шипения, которое исходит от колбасы во время приготовления.
Одна из возможных дополнительных причин распространения своеобразного «культа Верещака» в XIX веке была Марила Веращака, любовница Адама Мицкевича.